# ریان وای‌او-۵۱ دراگون‌فلاس
ریان وای‌او-۵۱ دراگون‌فلاس (به انگلیسی: Ryan_YO-51_Dragonfly) یک هواگرد ملخ‌پیشین تک‌موتوره از نوع دیدبانی و ارتباطی ساخت شرکت Ryan Aeronautical است. هواگرد ریان وای‌او-۵۱ دراگون‌فلاس نخستین پروازش را در ۱۹۴۰ میلادی انجام داد. در مجموع، تعداد ۳ فروند از این هواگرد ساخته شده‌است.